# Circondario di Gallarate
Il circondario di Gallarate era uno dei circondari in cui era suddivisa la provincia di Milano.

## Storia
In seguito all'annessione della Lombardia dal Regno Lombardo-Veneto al Regno di Sardegna (1859), fu emanato il decreto Rattazzi, che riorganizzava la struttura amministrativa del Regno, suddiviso in province, a loro volta suddivise in circondari. Il circondario di Gallarate fu creato come suddivisione della provincia di Milano.
Con l'Unità d'Italia (1861) la suddivisione in province e circondari fu estesa all'intera Penisola, lasciando invariate le suddivisioni stabilite dal decreto Rattazzi.
Il circondario di Gallarate venne soppresso nel 1926 e il territorio assegnato al circondario di Milano. L'anno successivo gran parte del territorio circondariale, compreso il capoluogo, passò alla nuova provincia di Varese.

## Geografia antropica

### Suddivisioni amministrative
Nel 1863, la composizione del circondario era la seguente:
- mandamento I di Busto Arsizio:
  - Busto Arsizio; Cairate; Castegnate; Castellanza; Fagnano; Gorla Maggiore; Gorla Minore; Legnano; Marnate; Nizzolina; Olgiate Olona; Prospiano; Sacconago; Solbiate Olona
- mandamento II di Gallarate
  - Albizzate; Arnate; Besnate; Bolladello; Cajello; Cardano; Cassano Magnago; Cassina Verghera; Cedrate; Crenna; Ferno; Gallarate; Jerago; Oggiona; Orago; Peveranza; Premezzo; Samarate; Solbiate sull'Arno
- mandamento III di Rho
  - Arluno; Barbajana; Casorezzo; Cornaredo; Garbatola; Lucernate; Nerviano; Parabiago; Passirana; Pogliano; Pregnana; Rho; Vanzago
- mandamento IV di Somma
  - Albusciago; Arsago; Caidate; Casale; Casorate; Castelnovate; Cimbro; Corgeno; Crugnola; Cuvirone; Golasecca; Menzago; Mezzana; Montonate; Mornago; Oriano; Quinzano; San Pancrazio; Sesona; Sesto Calende; Somma; Sumirago; Vergiate; Villa Dosia; Vinago; Vizzola
- mandamento V di Saronno
  - Canegrate; Caronno; Cassina Ferrara; Cassina Pertusella; Cerro; Cislago; Gerenzano; Lainate; Origgio; Rescalda; Rescaldina; San Giorgio; San Vittore; Saronno; Uboldo